# 槳角幽冥蟻屬
槳角幽冥蟻屬 (Linguamyrmex) 是蟻科中一個已滅絕的屬，屬幽冥蟻亞科 (Haidomyrmecini)，該亞科共9屬13種。本屬有三個物種，分別為弗拉德槳角幽冥蟻 (Linguamyrmex vladi)、Linguamyrmex brevicornis 及 Linguamyrmex rhinocerus，由亞洲出產的後白堊紀化石中發現。

## 下属物种
本属包括以下物种：
- Linguamyrmex brevicornis Perrichot, Wang & Barden, 2020
- Linguamyrmex rhinocerus Miao & Wang, 2019
- 弗拉德槳角幽冥蟻 Linguamyrmex vladi Barden & Grimaldi, 2017[2]

## 發現過程和鑑定
槳角幽冥蟻屬以4個工蟻的琥珀化石發表，模式種為弗拉德槳角幽冥蟻，模式標本編號為"AMNH BuPH-01"，目前存放於美國自然歷史博物館中；其他3個化石也存放於美國自然歷史博物館中，但並不屬於弗拉德槳角幽冥蟻這個物種。被描述的工蟻標本包覆在透明的緬甸琥珀中。該琥珀出土於緬甸克欽邦的沉積物。透過鈾鉛同位素放射性定年法得知緬甸琥珀的年代大約是98.79 ± 0.62  百萬年，接近阿爾布期和森諾曼期的交界，在森諾曼期的極早期。該化石起初是由古昆蟲學家 Phillip Barden 和 David Grimaldi 在2017年描述的新屬新種，刊登於系統昆蟲學期刊 (Systematic Entomology)。槳角幽冥蟻屬的原文"Linguamyrmex" 由二個詞根構成。"lingua"為拉丁文，意思是舌頭，用以形容的頭楯上突起物及其形狀；"myrmex"為希臘文，意思是螞蟻。種小名"vladi"，則以瓦拉幾亞大公弗拉德三世(Vlad III)命名，即著名的「穿刺公弗拉德」(Vlad the Impaler)。其種小名是根據弗拉德最愛的處刑方式，和由其處刑方式得到靈感的作家伯蘭·史杜克 (Bram Stoker) 筆下的吸血鬼德古拉伯爵(Count Dracula)。
至於其他3個標本，BuPH-02, BuPH-03與BuPH-04， 無法鑑別物種，因為標本不完整且缺少部分觸角，無法得到柄節與其他部分的比例，且每個標本都缺少腹垂節的末端。基於工蟻的體型和槳狀結構，Barden 和 Grimaldi 推論這3個工蟻可能屬於槳角幽冥蟻屬的未描述種。槳角幽冥蟻屬是許多從緬甸琥珀中被描述的蟻屬之一，其他還有Burmomyrma、Camelomecia、Ceratomyrmex、Gerontoformica、Haidomyrmex、Myanmyrma和Zigrasimecia。槳角幽冥蟻是幽冥蟻亞科下9屬中的其中1屬，其他8屬為 Aquilomyrmex、Chonidris、Ceratomyrmex、Dhagnathos、Haidomyrmex、Haidomyrmodes、Haidoterminus、Protoceratomyrmex 。槳角幽冥蟻屬與其他8屬區分的其中一個特徵是腹垂節發育完整，此特徵只有在 Haidomyrmodes mammuthus 中可以稍微看見。除此之外，槳角幽冥蟻屬還有增大且呈槳狀的頭楯部，類似於 Ceratomyrmex 屬極度特化的頭楯部，但槳角幽冥蟻屬的是光滑的而不像 Ceratomyrmex 屬一樣具有可活動的剛毛，並且有板機毛 (trigger hairs) 生於槳狀結構的剛毛墊上而不是生在槳狀結構的梗上。

## 行為和生態學

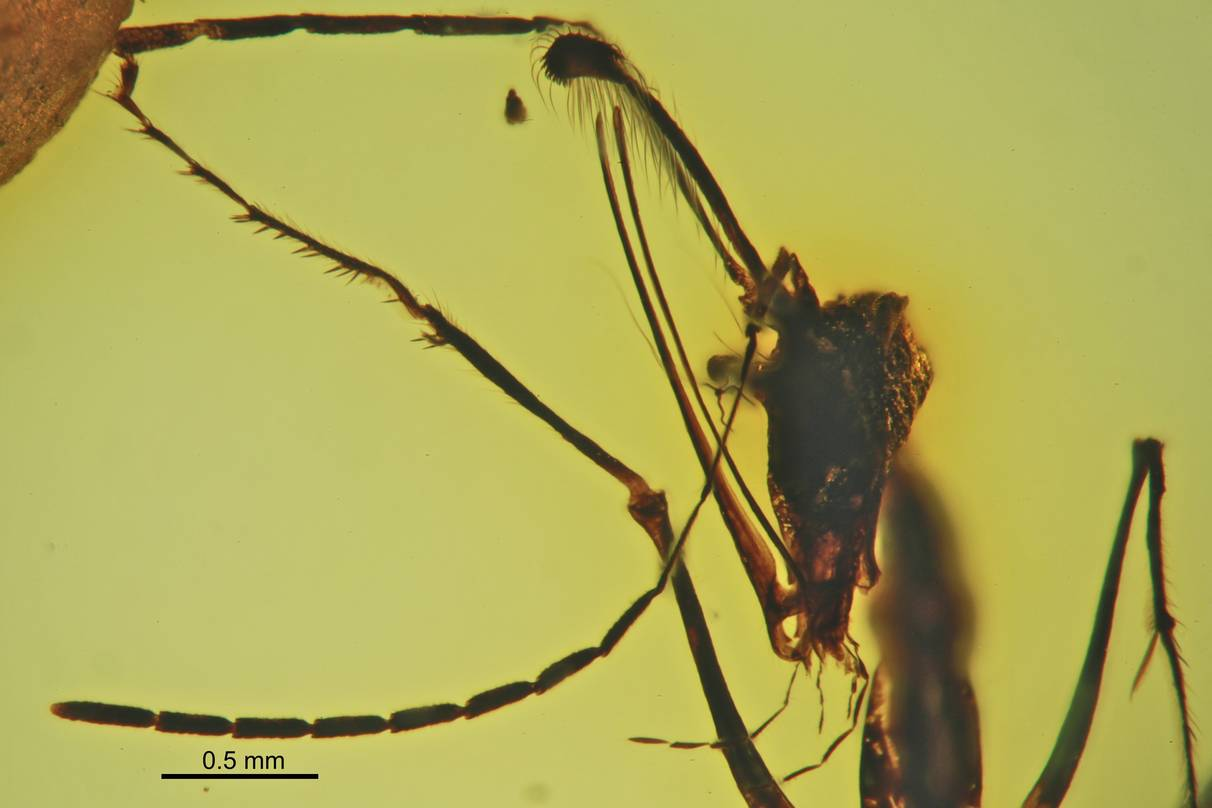
Ceratomyrmex ellenbergeri 的頭部

如同其他幽冥蟻族的成員一樣，槳角幽冥蟻屬的頭部結構和陷阱顎 (trap-jaw) 行為的功能有關，與現生亞科，如山蟻亞科、家蟻亞科和針蟻亞科，中的特定幾屬觀察到的相同。在幽冥蟻亞科中，頭楯部特化，由口部開口經過大顎並延伸到接近頭頂的位置，他們是唯一有這種特化的螞蟻類群。除了頭楯部結構外，大顎上也生有一對長的剛毛。在現生的陷阱顎蟻種，這種剛毛是用來當作觸發大顎快速閉合的板機，通常是用來捕食獵物，偶爾也用作防禦。頭楯部的上部區域常覆蓋著粗短的剛毛，也就是觸發閉合時大顎最終到達的位置。
根據頭楯部的特化及大顎向上閉合的運作方式，除了從前側捕捉獵物外，槳角幽冥蟻屬不太可能用其他方式獵食。在具有高度特化頭楯部的幽冥蟻族中，如槳角幽冥蟻屬與 Ceratomyrmex 屬，角可能是用作一個支點，配合著大顎用來釘住或困住獵物。
標本「BuPH-03」的Ｘ光顯微斷層掃描得到的數據支持了這個假說。掃描結果顯示槳狀結構的密度不均，外部邊界的密度低於槳狀結構中心下側。這指出槳狀結構被強化，可能是表皮的增厚或參入了金屬化合物，而根據Ｘ光掃描的結果，後者較為可能。密度最高的部分接近槳狀結構的中心，也就是當大顎閉合時與大顎撞擊的部分，可能是為了承受大顎的闔上時波及的力道，或是穿過柔軟獵物，如鞘翅目幼蟲，的撞擊力道。金屬如鈣、鐵、錳和鋅被昆蟲利用，強化大顎及產卵管，降低耗損和增加耐久度。

## 形態描述

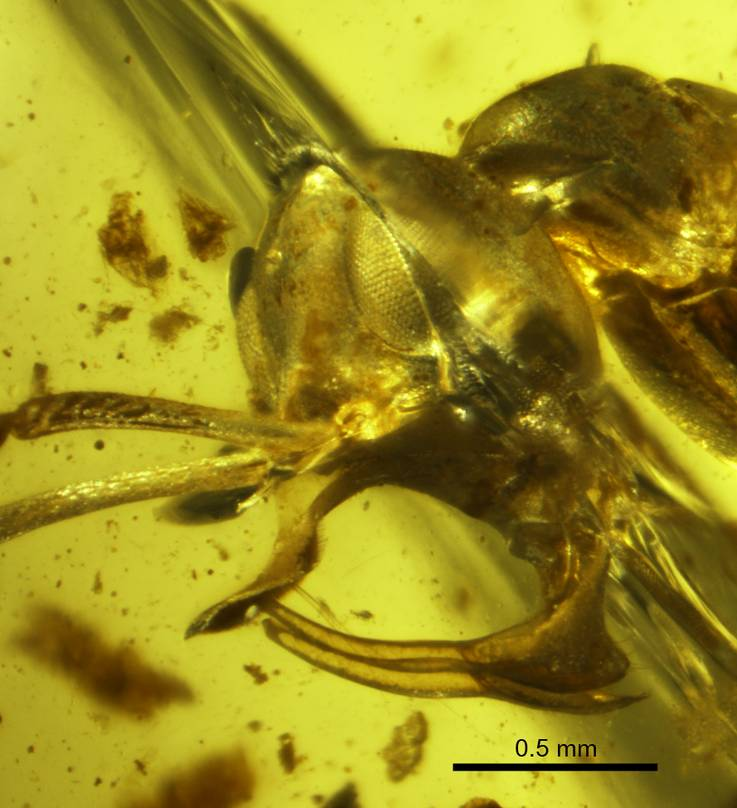
模式標本的頭部

槳角幽冥蟻屬的模式標本頭部長度為 1.86mm（0.07英吋），從頭楯部的前端到頭部後方的後頭孔，後頭孔的位置高，接近頭頂。三顆單眼位於頭頂的前方，突出且圓的複眼位於頭顱的高處。觸角沒有被完整地保存，只有三個部分，柄節、梗節和第一鞭小節。觸角著生處在複眼下方，位於前額三角的下陷處。前額三角從頭頂往下延伸並陷入頭楯角的基部，頭楯角的基部被明顯的膜質表皮支撐。頭楯部增大並特化成槳狀的角，槳狀角的下方生有一剛毛墊。角的梗光滑，不具剛毛，能在幽冥蟻族中被觀察到的觸發毛從槳狀結構上剛毛墊的基部中生出。剛毛墊由外部邊界細長的的剛毛和中心粗短的剛毛組成。大顎大致呈鐮刀狀，向頭部外彎曲並往向上延伸至頭楯角。大顎基部擴展，角度上向彼此靠攏，上方表面凹陷且生有指向口器的剛毛。
中軀，前胸側板小且被覆蓋，只在中軀接觸頭顱的地方露出，然後前胸寬廣並覆蓋剛毛。至於中軀的後方，前伸腹節前方圓滑，後方彎曲形成斷面。前伸腹節氣孔和後胸側板腺皆可見於中軀的兩側，前身腹節器孔長，形成狹長狀，而後胸側板腺水平開口，生於完整發育bulla之後。腹柄節前端擴展上端表面圓滑。後方擴大並連接第一腹垂節，且表現條狀紋路。一條不完整的線沿著腹柄節和腹垂節的側面著生，下方部分為膜質，並且有個結構圈住第一腹垂節和第二腹垂節，完整環繞腹垂節。第三腹板下方生有一個突角，也生有特殊斑紋。腹垂節的表皮半透明，露出第四腹垂節和第五腹垂節高度骨化且延伸的內骨 (apodemes)。

## 外部連結
- 维基共享资源上的相關多媒體資源：Linguamyrmex